# Lesnewth
 (septembre 2023).
Lesnewth est une paroisse civile et un village des Cornouailles, en Angleterre.